# Setina lata
Setina lata är en fjärilsart som beskrevs av Hugo Theodor Christoph 1893. Setina lata ingår i släktet Setina och familjen björnspinnare. Inga underarter finns listade i Catalogue of Life.